# Gobiesox fulvus
Gobiesox fulvus is een straalvinnige vissensoort uit de familie van de schildvissen (Gobiesocidae). De wetenschappelijke naam van de soort is voor het eerst geldig gepubliceerd in 1907 door Meek.